# Kalijum peroksid
Kalijum peroksid je neorgansko jedinjenje sa molekulskom formulom K2O2. On se može formirati reakcijom kalijum sa kiseonikom na vazduhu, zajedno sa kalijum oksidom (K2O) i kalijum superoksidom (KO2).
Kalijum peroksid reaguje sa vodom da formira kalijum hidroksid i kiseonik:

## Literatura
- Lide, David R. (1998). Handbook of Chemistry and Physics (87 изд.). Boca Raton, FL: CRC Press. стр. 477; 520.  0-8493-0594-2.
- Zumdahl, Steven S. (2009). Chemical Principles 6th Ed. Houghton Mifflin Company. стр. A22.  0-618-94690-X.